# Sierra McCormick
Sierra Nicole McCormick (născută pe 28 octombrie 1997) este o actriță americană, cel mai bine cunoscută pentru rolul ei ca Olive Doyle în Bobocii Isteți, precum și în game-showul ameican Are You Smarter Than a 5th Grader?

## Viața și cariera
McCormick a avut primul interes în actorie când s-a alăturat agenției The Corsa Agency în Los Angeles.Prima ei apariție pe micile ecrane a fost într-un rol minor în serialul TV 'Til Death la 9 ani. În 2007 a bătut mii de alți copii în game-showul american Are You Smarter Than a 5th Grader?. În 2008 a jucat împreună cu China Anne McClain în episodul Welcome to the Bungle din Hannah Montana ca Gllian, China era Isabell, ce puneau diverse întrebări Hannei. Ele au jucat împreună și în filmul Jack and Janet Save the Planet. A interpretat-o pe Creepy Connie în JESSIE în episoadele din 2012 Creepy Connie Comes a Callin și Creepy Connie's Curtain Call.
În 2011, a fost aleasă pentru rolul Olive Doyle, o fată cu memorie edietică, în seriile originale Disney Channel Bobocii isteți, după o audiție în care a vorbit continuu despre tigri. Dan Signer, producătorul, a spus: Și când ea a început vorbind continuu despre tigri, m-am gândit că „Chiar acesta este felul în care sună Olive, și așa Sierra a luat rolul”. Într-un interviu acordat, ea a spus că obținerea rolului a fost ușoară datorită experienței în cinematrografie cu prietena sa China Anne McClain, care a obținut primul rol.

## Viața personală
Sierra McCormick s-a născut în Asheville, Carolina de Nord. La o vârstă fragedă s-a mutat în Los Angeles, unde trăiește cu părinții și cu sora ei mai mică Kayla.

## Filmografie
| An            | Titlu                              | Rol                | Note                                                                     |
| ------------- | ---------------------------------- | ------------------ | ------------------------------------------------------------------------ |
| 2007–2008     | Are You Smarter Than a 5th Grader? | U.S. game show     |                                                                          |
| 2007          | 'Til Death                         | Kid (rol minor)    | Episodul: "Summer of Love"                                               |
| 2007– 2009    | Curb Your Enthusiasm               | Emma               | Episod: "The Bat Mitzvah", "The Reunion" & "The Table Read"              |
| 2008          | Boston Legal                       | Daniella           | Episodul: "Dances with Wolves"                                           |
| 2008          | Supernatural                       | Lilith             | Episodul: "No Rest for the Wicked" & "Yellow Fever"                      |
| 2009          | Jack and Janet Save the Planet     | Molly              | Film TV                                                                  |
| 2009          | Criminal Minds                     | Lynn Robillard     | Episodul: "Bloodline"                                                    |
| 2009          | Hannah Montana                     | Gillian            | Episod: "Welcome to the Bungle"                                          |
| 2009          | Land of the Lost                   | Tar Pits Kid       | Film cinematografic                                                      |
| 2009          | The Breakdown                      | Little Girl        | Film TV                                                                  |
| 2009          | Monk                               | Anne Marie         | Episodul: "Mr. Monk and the Dog"                                         |
| 2009          | The Dog Who Saved Christmas        | Kara Bannister     | Film TV                                                                  |
| 2010          | Medium                             | Adolescent Allison | Episodul: "There Will Be Blood... Type A"                                |
| 2010          | CSI: Crime Scene Investigation     | Gracie Layman      | Episodul: "Irradiator"                                                   |
| 2010          | Romantically Challenged            | Scout Thomas       | Rol secundar                                                             |
| 2010          | Ramona and Beezus                  | Susan Kushner      | Film cinematografic                                                      |
| 2010          | A Nanny for Christmas              | Jackie Ryland      | Film TV                                                                  |
| 2011          | Spooky Buddies                     | Alice              | Film Disney direct-pe-DVD                                                |
| 2011          | Dynamite                           | Rolul său          | Videoclip                                                                |
| 2011– present | Bobocii Isteți                     | Olive Doyle        | Rol principal                                                            |
| 2011          | Disney's Friends for Change Games  | Rolul său          | Echipa galbenă                                                           |
| 2011- 2012    | JESSIE                             | Connie             | Episodul: "Creepy Connie Comes a Callin', Creepy Connie's Curtain Call'" |